# Paprika (serie animada)
Paprika,, fue una serie televisada de animación francesa, creada por Jean Cayrol, Marion Billete y Baptiste Lucas. Está realizada por Jean Cayrol y producida por el studio de Xilam Animación que se ubica en Lyon. 
Destinada a un público pre-escolar (3 - 6 años), la serie pone en escena el diario de dos jóvenes gemelos a través de aventuras con sus amigos. El primer episodio fue emitido el 18 de noviembre de 2017 en France 5 .

## Sinopsis
Stan y Olivia Paprika son únicos porque son gemelos, viven ambos sobre una isla fantástica y colorida. Se parecen mucho pero con caracteres ambos bien diferentes. Stan es un pequeño tigre lleno de coraje, que fila a toda velocidad sobre su silla de ruedas, mientras que su hermana Olivia es creativa, organizada y un poco cerebral. Lo que no lo impide  de ser súper entusiasta cuando se trata de divertirse y de reír con su hermano. Todos dos muy complementarios, formando un feliz equipo desbordando energía. Con sus amigos Yéti, Podio, Coton y Magma ningunos obstáculos no sus resistan, y llegan a transformar los pequeños acontecimientos de la vida cotidiana en increíbles aventuras.

## Reparto

### Voces inglesas
- Kaycie Chase : Stan y Olivia
- Tom Morton : Magma
- Barbara Scaff : Puff, Mommy Paprika
- Lee Delong : Sheriff Pearl
- David Gasman : Bigfoot Podium Daddy Paprika

## Episodios
| Temporada | Temporada | Episodios | Fecha original del estreno | Fecha original del estreno |
| Temporada | Temporada | Episodios | Comienzo                   | Final                      |
| --------- | --------- | --------- | -------------------------- | -------------------------- |
|           | 1         | 78        | 17 de noviembre de 2017    |                            |